# Wölfersheimer See
Der Wölfersheimer See ist ein See östlich des hessischen Ortes Wölfersheim. Mit fast 40 Hektar ist der See der größte in der Wetterau. Er entstand als Tagebaurestsee nach der Stilllegung des Braunkohle-Tagebaus Wölfersheim. Später wurde er als Kühlteich für das Kraftwerk Wölfersheim genutzt. Heute dient er als Naturraum, als Segelrevier, als Angelrevier und zur Naherholung. Badebetrieb ist verboten. Der See enthält (2023) ab zweieinhalb Meter Tiefe keinen Sauerstoff mehr; der Gehalt an Phosphat liegt laut Landesamt für Naturschutz, Umwelt und Geologie 15 bis 20 Mal höher als für ein Binnengewässer verträglich.

## Geschichte

### Entstehung aus Tagebau Wölfersheim
Ab 1937 betrieb die Braunkohlen-Schwel-Kraftwerk Hessen-Frankfurt AG (HEFRAG), eine Tochter der Preußischen Elektrizitäts AG (PREAG), im Wetterauer Braunkohlerevier mehrere Braunkohle-Tagebaue zur Versorgung des Schwelkraftwerks Wölfersheim. Einer der ersten davon war der Tagebau Wölfersheim, direkt neben dem Kraftwerk. Nachdem die dortigen Felder 1943 ausgekohlt waren, wurden sie teilweise mit Abraum verfüllt und die Fläche wurde rekultiviert. Hierbei verblieben mehrere Restlöcher, die sich im Laufe der Zeit mit Grundwasser füllten. Neben dem größten, dem Wölfersheimer See mit 37 ha, gibt es noch zwei kleinere Seen einige hundert Meter weiter östlich (Schwelteich im NSG Schwelteich von Echzell) und nördlich (Heldteich). Insgesamt nehmen die Wasserflächen weniger als die Hälfte des ehemaligen Tagebaus ein.

### Nutzung als Kühlteich

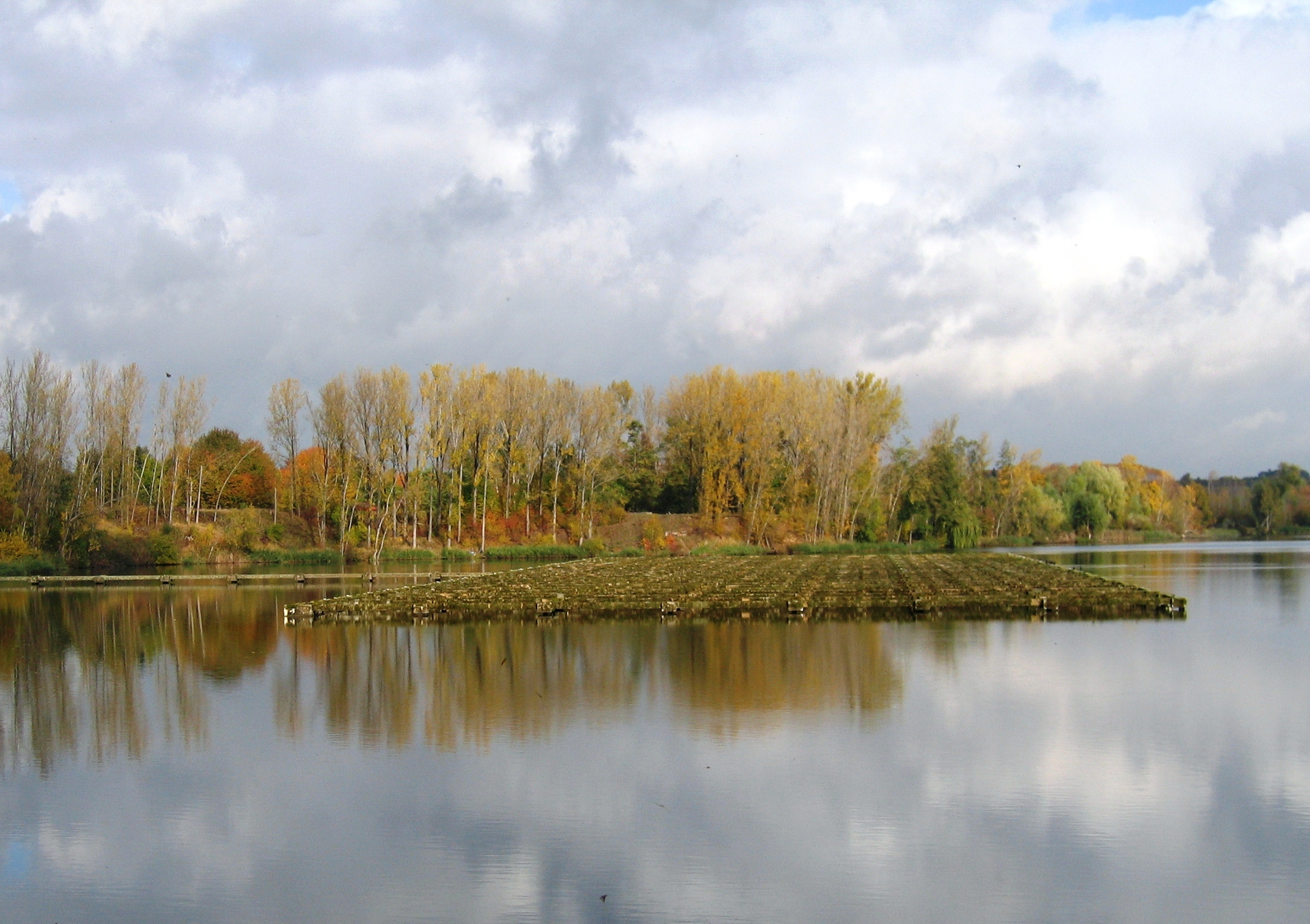
Der Kühlwasserverteiler wurde auch nach Abriss des Kraftwerkes stehen gelassen.

Zur Kühlung, die jedes Wärmekraftwerk zwangsweise benötigt, wurde beim Wölfersheimer Kraftwerk eine in Deutschland recht selten anzutreffende Methode gewählt: Der Wölfersheimer See wurde als Abkühlbecken genutzt. Diese Art der Kühlung ist normalerweise nicht zulässig, da der Abwärmeeintrag zu einer Aufheizung des Gewässers führt, was eine massive Veränderung des natürlichen Ökosystems zur Folge hat. Im Falle des Wölfersheimer Sees wurde die Nutzung genehmigt. Er unterlag nur eingeschränkt dem Gewässerschutz, weil er kein natürliches Gewässer ist.

#### Fischfauna
Eine Kuriosität: Durch die eingetragene Wärme war der See so warm, dass dort ausgewilderte subtropische Zierfische aus Aquarien wie Guppys, Goldfische, Buntbarsche, selbst große Arten wie Panaque oder Prachtschmerlen sowie verschiedene Wasserschildkröten als Neozoen dauerhaft überlebten. Insbesondere die Buntbarsche entwickelten sich zeitweise zur Plage. Nach der Leistungsreduzierung (1984) und sukzessiven Abschaltung des Kraftwerkes (1991) starben diese Arten dort wieder aus.
Heute kommen im Wölfersheimer Tagebausee Raubfische wie Aale, Flussbarsche, Regenbogenforellen, Rapfen, Hechte, Zander und Welse sowie Friedfische wie Karpfen, Schleie, Brachsen, Rotaugen, Rotfedern und Karauschen vor.

### Naturraum und Naherholungsgebiet
Im Rahmen der Renaturierung des Tagebaugeländes, durch den Besatz des Sees mit Fischen und Bepflanzung der Ufer entstand ein wertvolles Biotop, das Wasservögel und zahlreiche andere Arten besiedelt haben. Bereits kurz nach der Entstehung des Sees wurde die Pflege der Fischbestände von der HEFRAG/PREAG an den Angelsportverein Wölfersheim übertragen. Die Ufer sind heute parkähnlich angelegt; im Osten grenzt der See an ein Naturschutzgebiet.
Im Jahr 2008 erwarb die Gemeinde Wölfersheim den See und einige umliegende Flächen von E.ON (Rechtsnachfolger der PREAG), um sie als Naherholungsgebiet zu entwickeln. Sie wurden Teil des regionalen Projekts Wetterauer Seenplatte.
Am Seeufer wurde 2008 ein Hochseilgarten eröffnet.